# Deori
Deori là một thị trấn thống kê (census town) của quận Bilaspur thuộc bang Chhattisgarh, Ấn Độ.

## Địa lý
Deori có vị trí 21°27′B 82°37′Đ / 21,45°B 82,62°Đ Nó có độ cao trung bình là 247 mét (810 feet).

## Nhân khẩu
Theo điều tra dân số năm 2001 của Ấn Độ, Deori có dân số 11.636 người. Phái nam chiếm 52% tổng số dân và phái nữ chiếm 48%. Deori có tỷ lệ 62% biết đọc biết viết, cao hơn tỷ lệ trung bình toàn quốc là 59,5%: tỷ lệ cho phái nam là 72%, và tỷ lệ cho phái nữ là 52%. Tại Deori, 16% dân số nhỏ hơn 6 tuổi.